# Fumetti western

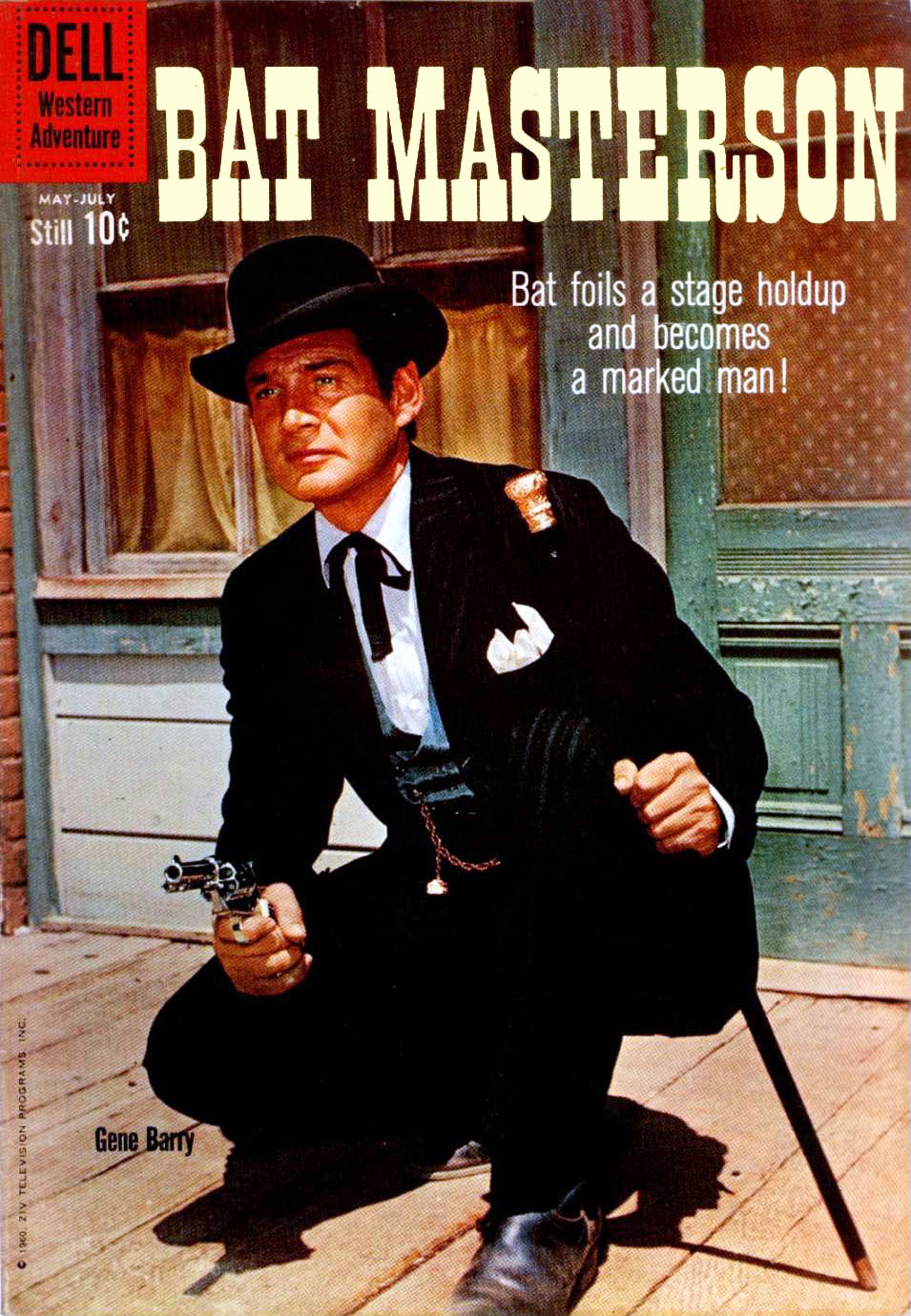
Copertina de Bat Masterson, Dell Comics.

Il fumetto western è un fumetto di genere western ambientato generalmente nel Far West. Vanta una lunga tradizione con numerosissimi esempi non solo negli Stati Uniti d'America da dove trae origine e si è sviluppato, ma anche in Europa e in Giappone e in special modo in Italia. Per il particolare linguaggio e tematiche anche fumetti senza ambientazioni propriamente western ne adottano in pieno i canoni.
Il genere divenne molto popolare in Europa, in particolare in Italia, Francia, Belgio e Inghilterra. In molti paesi europei vennero pubblicate ristampe di serie di produzione americana. Fra i principali editori ci sono in Italia la Sergio Bonelli Editore e l'editore svedese Se-Bladene e l'editore britannico L. Miller & Son sono particolarmente noti per la ristampa dei fumetti americani. Il Texas di Se-Bladene ha pubblicato 606 numeri tra il 1954 e il 1975. Gli editori australiani Ayers & James, Cleland, Federal Publishing, Gredown e Horwitz Publications pubblicarono tutti ristampe di fumetti americani occidentali negli anni '50 e '60.

## Storia

### Stati Uniti d'America

Tavola di Tom Mix

Sono un genere di fumetti genericamente ambientati alla fine dell'XIX secolo nella area occidentale degli Stati Uniti d'America, nota anche come la Frontiera o il Far West. Il termine è generalmente associato a una serie di fumetti pubblicati tra la fine degli anni quaranta e gli anni cinquanta e in genere presentavano storie drammatiche con cowboy, pistoleri, sceriffi, cacciatori di taglie, fuorilegge e nativi americani. Le ambientazioni erano prevalentemente rurali con piccoli paesi, ranch e deserti. Le serie proposte spesso riproponevano i più famosi personaggi cinematografici quali Roy Rogers, Gene Autry, Monte Hale, Tom Mix, Rocky Lane, Charles Starrett e Tim Holt.
In particolare:
- Marvel e DC Comics preferirono proporre dei personaggi originali;
- Magazine Enterprises pubblicò storie sia di eroi ripresi dal cinema che personaggi originali.

Le serie a fumetti di ambientazione western divennero popolari negli anni immediatamente successivi alla seconda guerra mondiale,  quando i supereroi passarono di moda. La maggior parte degli editori del periodo si concentrò sul genere in questo periodo, in particolare Marvel Comics e le sue precedenti incarnazioni, Timely Comics e Atlas Comics. La serie Kid Colt Outlaw esordì nel 1948 e venne pubblicata fino al 1979 (sebbene dopo il 1967 presentasse sostanzialmente ristampe). L'editore divenne la più prolifica casa editrice di fumetti western con altri importanti titoli di lunga corso come Rawhide Kid, Two-Gun Kid e Wild Western.
La serie Boys' Ranch di Joe Simon e Jack Kirby, di solo sei numeri, del 1950 edita dalla Harvey Comics, è stata una seminale esempio del genere.

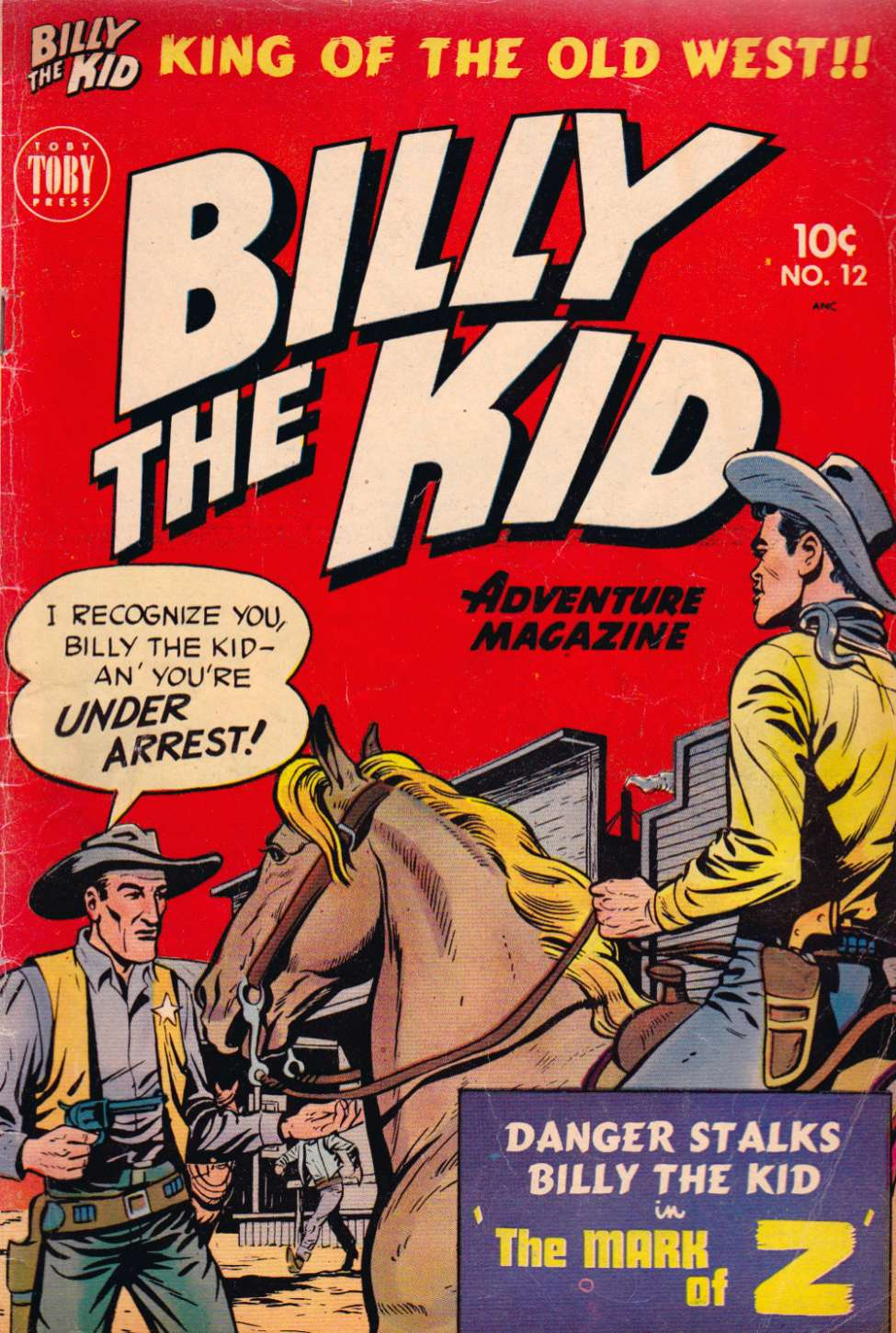
Copertina di Billy the Kid Adventure Magazine n.2, Toby Press, 1952.

La DC Comics ha pubblicato per molto tempo le serie All-Star Western e Western Comics. La Charlton Comics ha pubblicato Billy the Kid, Cheyenne Kid, Outlaws of the West, Texas Rangers in Action e Black Fury. Sia la Both Dell Comics che la Fawcett Comics pubblicarono serie western come The Lone Ranger (Dell) and Hopalong Cassidy (Fawcett, later continued by DC after Fawcett nel 1953). Molti numeri della serie della Dell's Four Color negli anni cinquanta presentarono storie western. La Avon Comics pubblicò alcune serie western, le più importanti delle quali erano incentrate su personaggi storici come Jesse James e Wild Bill Hickok. La Youthful pubblicò Gunsmoke, Indian Fighter, e Redskin (poi noto come Famous Western Badmen); la Toby Press pubblicò Billy the Kid Adventure Magazine.
Dopo il successo dei primi anni anche i fumetti western entrarono in crisi e nel 1957 molti titoli non erano più pubblicati. Nel 1961 resisteva solo quelli della DC Comics. Marvel rilanciò il genere nei primi anni sessanta soprattutto tramite ristampe che resistettero per tutti gli anni settanta. Solo la Charlton Comics è riuscita a proporre titoli western fino a metà degli anni ottanta.

### Italia
In Italia esiste una fortissima tradizione fumettistica di tema esplicitamente western, con saghe che non accusano flessioni di gradimento da diversi decenni: Tex Willer (1948), Capitan Miki (1951), il Grande Blek (1954), Cocco Bill (1957), Zagor (1961), Maschera Nera (1962), El Gringo (1965), Comandante Mark (1966), Storia del West (1967), Ken Parker (1977). Nel 1965 esce West and Soda, parodia del genere western e terzo lungometraggio animato italiano di Bruno Bozzetto.
La più popolare e longeva serie italiana è Tex ideata da Gian Luigi Bonelli e Aurelio Galleppini, esordita nel 1948 il cui protagonista, Tex Willer, è ancora uno dei più popolari personaggi dei fumetti italiani, tradotto e pubblicato in molte lingue come il portoghese, il finnico, il norvegese, il turco, lo sloveno, il croato il serbo e l'ebraico.
Capitan Miki della EsseGesse fu una serie pubblicata in Italia e poi tradotta il molte lingue durante gli anni cinquanta. Queste serie traevano ispirazione da film come Ombre rosse e da personaggi come quelli interpretati da Gabby Hayes
La EsseGesse realizzò anche la popolare serie di Il Grande Blek. Cocco Bill di Benito Jacovitti' è una serie umoristica di ambientazione western prodotta da metà degli anni cinquanta.
Negli anni sessanta Sergio Bonelli e Gallieno Ferri realizzarono Zagor, una serie pubblicata dalla Sergio Bonelli Editore con tratti fantasy. Larry Yuma di Carlo Boscarato e Claudio Nizzi fu una serie popolare pubblicata sulla rivista Il Giornalino durante gli anni settanta. Giancarlo Berardi e Ivo Milazzo sono gli autori di Ken Parker, una popolare serie pubblicata dal 1977.
Nei tardi anni novanta e nei primi 2000 Gianfranco Manfredi è l'autore di Magico Vento, edito dalla Bonelli. Alla fine degli anni novanta Enrico Teodorani realizza Djustine.

### Francia e Belgio
La serie umoristica Lucky Luke, pubblicata dal 1946, esordì nella rivista Spirou, è una delle più popolari in Europa ed è stata tradotta in 23 lingue, tra cui molte lingue europee e alcune lingue africane e asiatiche.
La rivistaTintin presentava fumetti con tematiche western a partire dal 1947 con varie serie di Le Rallic, e più tardi, tra il 1955 e il 1980, le serie umoristiche di Greg e Tibet realizzate da Chick Bill. La rivista concorrente Spirou ha pubblicato invece Jerry Spring di Jijé, di tipo realistico dal 1954. Gli album della serie Jerry Spring sono stati pubblicati fino al 1990.
Blueberry di Jean-Michel Charlier e Jean Giraud è una serie western pubblicata a partire dal 1963 e che prosegue fino al 2005. serie è stata ispirata da Jerry Spring e Jijé era stato mentore di Giraud. Charlier e Giraud crearono anche la serie Jim Cutlass nel 1981; i successivi volumi furono scritti da Giraud e disegnati da Christian Rossi.
Comanche di Greg e Hermann Huppen venne pubblicato dal 1972 al 1983 e poi continuata da Rouge per altre quattro storie
Durango è una serie western creata dal belga Yves Swolfs nel 1981. Attualmente sono stati realizzati 17 volumi.

### Regno Unito
In Inghilterra negli anni cinquanta ci furono le serie - pubblicate dalla L. Miller & Son's - Colorado Kid, Davy Crockett, Kid Dynamite Western Comic, Pancho Villa Western Comic, and Rocky Mountain King Western Comic. "Matt Marriott" di Jim Edgar and Tony Weare's fu una serie a strisce giornaliere pubblicata sul London Evening News dal 1955 al 1977.

### Spagna
L'autore Manuel Gago Garcia realizzò The Little Fighter, serie popolare fra 1945 e 1956. Yuki the Bold (esordita nel 1958) è un'altra populare serie così come Apache and Red Arrow. Altre serie spagnole furono Sheriff King (esordita nel 1964), Sunday (1968), e Kelly Hand (1971).

### Sud America
Sgt. Kirk di Hugo Pratt e Héctor Oesterheld fu una serie popolare in Argentina durante gli anni cinquanta. Altre storie della seri evennero realizzate nei primi anni settanta.
In Messico Editorial Novaro che non la serie Gene Autry pubblicata per 424 numeri dal 1954 al 1984.

### Asia
Il genere fu popolare in Giappone nei primi anni cinquanta tramite le traduzioni di titoli americani come Straight Arrow, the Durango Kid e Tim Holt oltre a serie originali manga. Durante l'occupazione americana a seguito della seconda guerra mondiale, venne proibito la pubblicazione di fumetti con samurai e allora si realizzarono serie di ambientazione western.
Hyung Min-woo's manhwa series Priest was published in Korea and the U.S. from 1998–2007.
In Corea venne pubblicata dal 1998 al 2007 la serie manhwa di Hyung Min-woo, edita anche negli Stati Uniti .

## Esempi
Elenco dei fumetti western ordinato per nazione e anno di inizio di pubblicazione.

### America
- 1972, Jonah Hex di John Albano
- 1995, Preacher di Garth Ennis
- 2012, The Goodbye Family di Lorin Morgan-Richards
- 2016, White Taiki di Tristan Hilmersen ed Akira Hikawa

### Asia

#### Giappone
- 1971, Sam il ragazzo del West di Koji Yamakawa e Noboru Kawasaki
- 1986, Flash - X-Western di Masashi Tanaka
- 1998, Red - Living on the Edge di Ken'ichi Muraeda

### Europa

#### Francia
- 1951, Lucky Luke di René Goscinny e Morris (alias Maurice de Bévère)
- 1963, Blueberry di Jean Michel Charlier e Jean Giraud (alias Moebius)
- 1974, Jonathan Cartland di Michelle Blanc-Dumont
- 1981, Durango di Yves Swolfs

#### Belgio
- 1969, Comanche di Hermann Huppen e Greg.

#### Italia
In Italia esiste una fortissima tradizione fumettistica di genere western, con saghe che non accusano flessioni di gradimento da diversi decenni:
- 1937, Kit Carson cavaliere del West di Rino Albertarelli
- 1948, Tex di Gian Luigi Bonelli e Aurelio Galleppini
- 1948, Piccolo Sceriffo di Tristano Torelli e Camillo Zuffi
- 1949, Pecos Bill di Guido Martina
- 1950, Kinowa di Andrea Lavezzolo - EsseGesse
- 1951, Capitan Miki di EsseGesse (Giovanni Sinchetto, Dario Guzzon e Pietro Santoris)
- 1954, Grande Blek di EsseGesse
- 1957, Cocco Bill, di Jacovitti
- 1958, Il Piccolo Ranger di Andrea Lavezzolo
- 1961, Zagor di Guido Nolitta, alias Sergio Bonelli figlio di Gianluigi
- 1962, Maschera Nera di Luciano Secchi e Paolo Piffarerio
- 1965, Alan Mistero di EsseGesse
- 1965, El Gringo di Luciano Secchi e Paolo Piffarerio
- 1966, Comandante Mark di EsseGesse
- 1967, Storia del West
- 1970, Lurid Scorpion di Max Bunker
- 1974, I protagonisti di Rino Albertarelli
- 1976, Jesus di Ennio Missaglia e Vladimiro Missaglia
- 1977, Ken Parker di Giancarlo Berardi e Ivo Milazzo
- 1979, Judas di Ennio Missaglia e Vladimiro Missaglia
- 1984, Bella & Bronco
- 1996. Djustine di Enrico Teodorani
- 1997, Magico Vento di Gianfranco Manfredi
- 2012, Saguaro di Bruno Enna